# Галіма Шугурова
Галіма Шугурова (8 листопада 1953) — радянська гімнастка (художня гімнастика).
Закінчила Омський державний інститут фізичної культури (1975).

## Досягнення
- Чемпіонка світу: 1969 (скакалка, м'яч), 1973 (індивідуальне багатоборство, м'яч, клуби, стрічка), 1977 (скакалка, обруч, м'яч)
- Срібна призерка чемпіонату світу: 1969 (індивідуальне багатоборство), 1971 (м'яч), 1977 (індивідуальне багатоборство, стрічка)
- Бронзова призерка чемпіонату світу: 1971 (стрічка)
- Чемпіонка Європи: 1978 (індивідуальне багатоборство, скакалка, стрічка)
- Срібна призерка чемпіонату Європи: 1978 (м'яч)
- Заслужений тренер РРСФР
- Заслужений майстер спорту СРСР